# Новоархангельский сельсовет (Московская область)
Новоархангельский сельсовет — упразднённая административно-территориальная единица, существовавшая на территории Московской губернии и Московской области в 1925—1954 годах.
Новоархангельский сельсовет был образован в первые годы советской власти. По данным 1924 года он входил в состав Коммунистической волости Московского уезда Московской губернии.
23 ноября 1925 года из Новоархангельского с/с был выделен Заболотьевский с/с.
По данным 1926 года в состав сельсовета входил 1 населённый пункт — деревня Архангельское Новое.
В 1929 году Новоархангельский с/с был отнесён к Коммунистическому району Московского округа Московской области. При этом к нему был присоединён Заболотьевский (посёлок Новодачный, платформа Долгопрудная и селение Заболотье) с/с, а также Коровинский (селения Коровино, Фуниково и совхоз Карабаново) с/с бывшей Ульяновской волости.
14 декабря 1934 года посёлок платформы Долгопрудная был преобразован в посёлок Дирижаблестрой и выведен из состава Новоархангельского с/с.
27 февраля 1935 года Новоархангельский с/с был передан в Мытищинский район.
4 января 1939 года Новоархангельский с/с был передан в новый Краснополянский район.
14 июня 1954 года Новоархангельский с/с был упразднён. При этом его территория была передана в Виноградовский с/с.